# Testament
Ein Testament (lat. testamentum, von testari „bezeugen“) ist eine Form der Verfügung von Todes wegen, eine Regelung für den Erbfall.
Nach deutschem Recht wird diese Verfügung auch als letztwillige Verfügung bezeichnet (§ 1937 BGB), die Rechtsbegriffe Verfügung von Todes wegen und letztwillige Verfügung sind jedoch keine Synonyme. Eine letztwillige Verfügung ist eine einseitige formbedürftige, jederzeit widerrufbare Willenserklärung des Erblassers (Testator) über sein Vermögen, die erst im Falle seines Todes (Erbfall) Wirkung entfaltet. Eine andere Form der Verfügung von Todes wegen ist der Erbvertrag (§§ 1941, § 2274 ff. BGB), Erbverträge sind keine letztwilligen Verfügungen.
In Österreich heißen nur letztwillige Verfügungen, durch die ein Erbe eingesetzt wird, Testament (§ 552 Abs 2 ABGB).
Liegt kein Testament vor, gilt die gesetzliche Erbfolge.

## Abgrenzung zu anderen Verfügungen

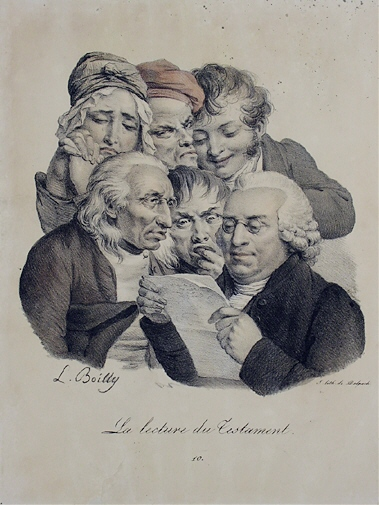
„Das Lesen des Testaments“ (frz. Karikatur des 19. Jh.)

Die rechtlichen Regeln über Inhalt, Errichtung, Widerruf, Auslegung und Anfechtung von Testamenten sind Teil des Erbrechts. Durch das missverständlich so genannte Patiententestament (besser: Patientenverfügung) wird dagegen nicht das Schicksal des Vermögens nach dem Tod, sondern der Umfang der medizinischen und pflegerischen Betreuung für den Fall geregelt, dass der Patient später einen Willen nicht mehr bilden oder äußern kann. Die Formvorschriften des Testamentes gelten nicht für Patientenverfügungen, es reicht nach deutschem Recht die Schriftform (§ 1901a BGB). Das Gleiche gilt für den letzten Willen betreffend die Bestattung.

## Gründe für ein Testament

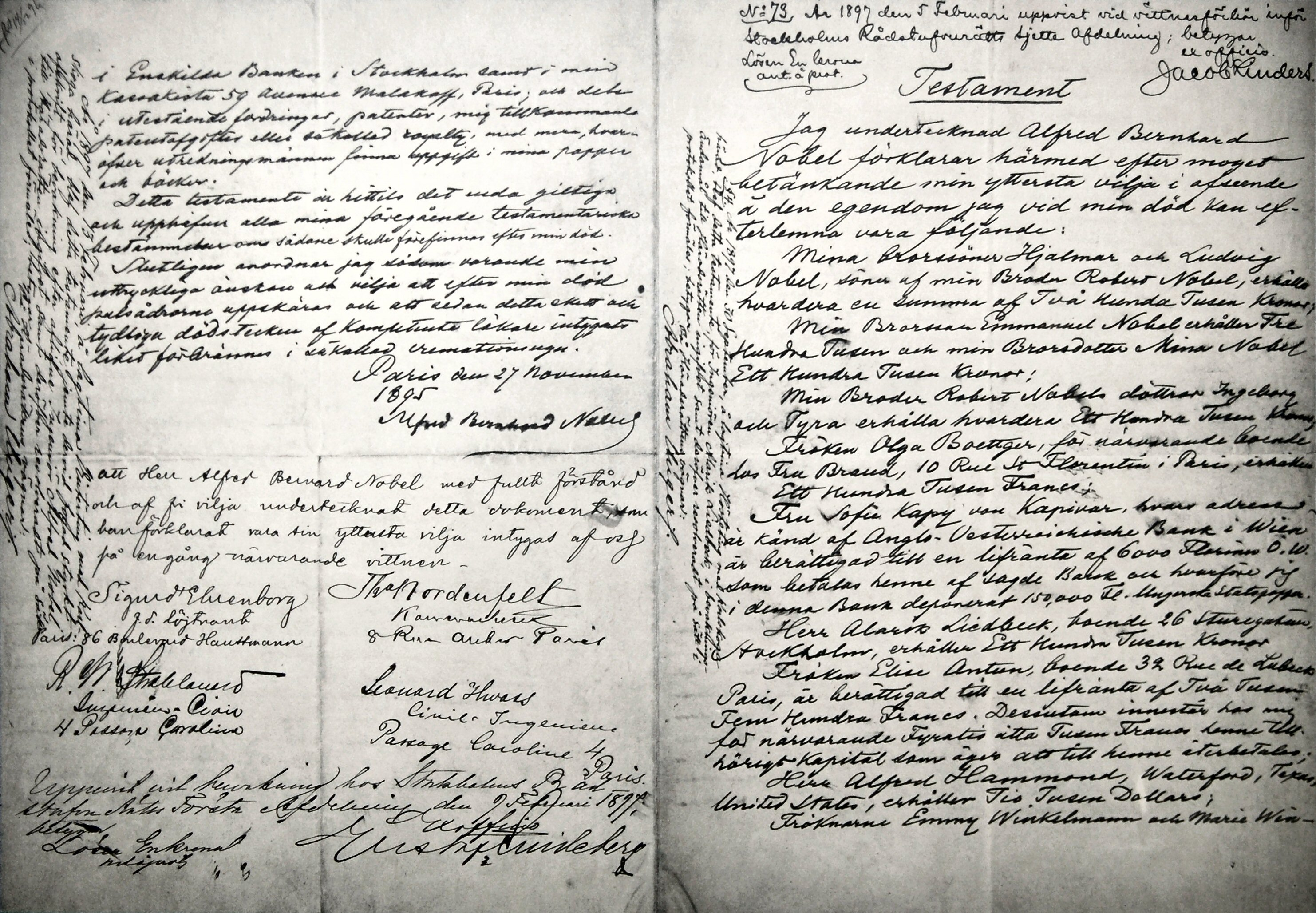
Testament Alfred Nobels, mit dem er den Nobelpreis stiftet

Beim Tod eines Menschen, der kein wirksames Testament errichtet und auch keinen Erbvertrag geschlossen hat, tritt die gesetzliche Erbfolge ein. Diese Erbfolge entspricht nicht unbedingt dem Willen des Erblassers und kann zu Streitigkeiten unter den Angehörigen führen, die der Erblasser durch eine klare testamentarische Regelung vermeiden kann. Zum Beispiel regelt die gesetzliche Erbfolge, dass in einer kinderlosen Ehe die Eltern neben dem überlebenden Ehegatten Erben werden und mit diesem eine Erbengemeinschaft bilden. Oft stimmt auch die gesetzliche Regelung, dass die Kinder neben dem überlebenden Ehegatten erben und somit auch hier eine Erbengemeinschaft bilden, nicht mit dem letzten Willen des Erblassers überein. Besonders in Patchworkfamilien kann die gesetzliche Erbfolge zu eher zufälligen, unerwünschten Ergebnissen führen. Wer dies vermeiden möchte, muss die Erbfolge durch ein Testament (oder einen Erbvertrag) regeln.

## Rechtslage in Deutschland

### Möglicher Inhalt des Testaments
In einem Testament können die folgenden, erbrechtlichen Verfügungen getroffen werden.
- Erbeinsetzung einzelner oder mehrerer Personen,
- Enterbung (abdicatio) von Personen, die sonst gesetzlich oder durch eine frühere letztwillige Verfügung als Erben berufen wären,
- Aussetzung von Vermächtnissen,
- Auflagen,
- Teilungsanordnungen als Vorgabe, wie der Nachlass unter den Erben aufzuteilen ist,
- die Anordnung der Testamentsvollstreckung durch einen Testamentsvollstrecker sowie die
- Pflichtteilsentziehung und -beschränkung.

Daneben kommt als nicht erbrechtliche Verfügung in der Form eines Testaments auch die Benennung eines Vormunds für hinterlassene minderjährige Kinder gemäß § 1776 BGB in Betracht sowie die Bestimmung der religiösen Kindererziehung.

### Anwendbarkeit deutschen Erbrechts
Für Deutsche und ausländische Personen, die ihren gewöhnlichen Aufenthalt in Deutschland haben, beurteilt sich vor deutschen Gerichten die Rechtsnachfolge von Todes wegen nach deutschem Erbrecht. Hat ein Deutscher hingegen seinen gewöhnlichen Aufenthalt in einem ausländischen Staat, findet nach der Europäischen Erbrechtsverordnung das Erbrecht dieses Staates Anwendung, wenn der Erblasser nicht testamentarisch eine abweichende Rechtswahl getroffen hat.
Findet deutsches Recht Anwendung, dann gilt das auch für Vermögen, welches sich im Ausland befindet, es sei denn, dass das Recht des anderen Staates für das in seinem Machtbereich gelegene Vermögen besondere Vorschriften geschaffen hat, die es auch auf Deutsche anwendet (bgbeg EGBGB). In solchen Fällen kann im Interesse des internationalen Entscheidungseinklangs und wegen der fehlenden Möglichkeit der deutschen Gerichte, eine Zwangsvollstreckung im fremden Hoheitsbereich zu erzwingen, eine Nachlassspaltung stattfinden. Bei einer solchen Nachlassspaltung beurteilt sich die Rechtsnachfolge von Todes wegen für das im betreffenden Staat gelegene Vermögen nach dem ausländischen Recht; im Übrigen ist das deutsche Recht berufen.
Ein im Ausland erstelltes Testament kann von einem deutschen Konsul beurkundet werden (es entspricht einem notariellen Testament).
Das von der Bundesnotarkammer geführte Zentrale Testamentsregister ermittelt in Deutschland die Verwahrstelle erbfolgerelevanter Urkunden, die in der Regel bei einem Amtsgericht (Nachlassgericht) verwahrt werden.

### Testierfähigkeit
Die Testierfähigkeit bezeichnet die Fähigkeit, ein Testament zu errichten, zu ändern oder aufzuheben. Sie ist ein Unterfall der Geschäftsfähigkeit, erfährt aber in § 2229 BGB eine selbstständige Regelung. Testierfähig ist hiernach, wer das 16. Lebensjahr vollendet hat (Absatz 1) und nicht wegen einer krankhaften Störung der Geistestätigkeit, wegen Geistesschwäche oder wegen Bewusstseinsstörung außerstande ist, die Bedeutung einer von ihm abgegebenen Willenserklärung einzusehen und nach dieser Einsicht zu handeln (Absatz 4).
Auch ein Minderjähriger bedarf gemäß Absatz 2 für die Testamentserrichtung nicht der Zustimmung seines gesetzlichen Vertreters. Für diese Konstellation sind lediglich besondere Formvorschriften vorgesehen: Nach § 2233 Abs. 1 BGB ist er dahingehend beschränkt, dass er nur ein öffentliches Testament durch Erklärung gegenüber dem Notar oder durch Übergabe einer offenen Schrift errichten kann. Somit ist es ihm verwehrt, ein wirksames eigenhändiges Testament – ausdrücklich klargestellt in § 2247 Abs. 4 BGB – oder ein Testament durch Übergabe einer verschlossenen Schrift an den Notar zu errichten. Auf diese Weise soll die Mitwirkung einer sachkundigen Beratungsperson sichergestellt werden, um den Minderjährigen vor unüberlegten oder übereilten letztwilligen Verfügungen zu schützen.
Eine geistige Einschränkung nach § 2229 Abs. 4 BGB hebt die Testierfähigkeit auf, wenn der Testierende nicht mehr die Tragweite seiner Entscheidungen erkennen und seinen Willen frei von Einflüssen dritter Personen bilden und äußern kann. Testierunfähigkeit ist eine Sonderform der Geschäftsunfähigkeit. Das Vorliegen der Testierfähigkeit wird als Normalfall vermutet. Ihr Nichtvorhandensein ist die Ausnahme und daher von demjenigen zu beweisen, der sich auf Geschäfts- oder Testierunfähigkeit des Erblassers beruft. Bleiben Zweifel, geht das Nachlassgericht von der Testierfähigkeit aus.
Ob eine solche Testierunfähigkeit vorliegt, ist vom Nachlassgericht (§ 343 FamFG) bei Erteilung des Erbscheins von Amts wegen zu prüfen (§ 26 FamFG; § 2353 BGB), wenn konkrete Zweifel an der Testierfähigkeit bestehen. Die Tatsache, dass ein rechtlicher Betreuer bestellt war, beweist allein noch nicht die Testierunfähigkeit. Bei solchen Zweifeln hat das Nachlassgericht zunächst die behaupteten auffälligen Verhaltensweisen des Erblassers aufzuklären (z. B. den Umfang der Zerebralsklerose oder der Verwirrtheit einschließlich eventueller lichter Intervalle) und hierauf das Sachverständigengutachten eines Psychiaters einzuholen. Eine Ungültigkeit des Testaments aufgrund einer geistigen Erkrankung liegt jedoch dann nicht vor, wenn das Testament mit der Erkrankung nicht in Verbindung steht und von ihr nicht beeinflusst ist. Die gutachterliche Feststellung des Vorliegens von Testierunfähigkeit ist außerordentlich anspruchsvoll, besonders wenn die Beurteilung erst postum, d. h. nach dem Ableben des Erblassers getroffen werden soll. Umgekehrt reicht für die Testierfähigkeit aber ebenfalls nicht aus, wenn nicht auszuschließen ist, dass der Erblasser lichte Momente gehabt haben könnte. Hier muss derjenige, der sich auf die Wirksamkeit des Testaments beruft, nachweisen, dass im Zeitpunkt der Errichtung des Testaments ein solcher lichter Moment auch tatsächlich vorlag.
Andererseits dürfte ein Gutachten zur Feststellung der Testierunfähigkeit zu Lebzeiten nur schwer durchsetzbar sein. In einer Entscheidung des OLG Frankfurt am Main wurde das Interesse des Erblassers, vor einem Prozess verschont zu werden, höher bewertet als das wie auch immer geartete Interesse eines potenziellen Erben, frühzeitig Klarheit über die Erbfolge zu erlangen. Außerdem kann vom Erblasser nicht verlangt werden, schon zu Lebzeiten über das Schicksal seines Nachlasses Rechenschaft abzulegen.
Der Einwilligungsvorbehalt eines rechtlichen Betreuers darf sich nach § 1903 Abs. 2 BGB nicht auf Verfügungen von Todes wegen erstrecken.
Wolfgang Grunsky vertritt die Auffassung, dass § 2229 Abs. 1 und 4 BGB verfassungswidrig seien.

### Form der Errichtung eines Testaments
Für die Errichtung eines Testaments stehen unterschiedliche Formen zur Verfügung. Der Erblasser kann nach dem BGB in zwei ordentlichen Formen testieren: in Form des öffentlichen notariellen Testaments oder des privaten handschriftlichen Testaments. Daneben gibt es noch außerordentliche Testamentsformen. Die Strenge der Form hat seit dem Testamentsgesetz vom 31. Juli 1938 eine erhebliche Auflockerung erfahren.
Eine Erbeinsetzung, die in dem Testament selbst nicht enthalten und nicht einmal angedeutet wird (mystisches Testament), ermangelt jedoch der gesetzlich vorgeschriebenen Form und ist daher gemäß § 125 Satz 1 BGB nichtig.

#### Eigenhändiges Testament
Möglich ist die Errichtung eines Testaments durch eine vollständig eigenhändig geschriebene und unterschriebene Erklärung. Dies ist aber nicht durch einen Minderjährigen möglich (§ 2247 Abs. 4 BGB). Dabei sollen Zeit und Ort der Errichtung des Testaments angegeben werden. Die Erklärung muss ganz vom Erblasser selbst geschrieben werden, so dass anhand der Handschrift seine Identität nachgeprüft werden kann. Die bloße Unterzeichnung eines maschinenschriftlichen Dokuments reicht nicht aus. Ort und Zeit der Errichtung können jedoch maschinengeschrieben sein. Ein maschinenschriftlich verfasstes oder per Computer ausgedrucktes Testament kann nur dann als gültig angesehen werden, wenn es einem Notar in einem offenen oder auch verschlossenen Umschlag übergeben wird. Dann handelt es sich jedoch um eine Form des öffentlichen Testaments. Ebenso kann es aber als wörtlich identische Lesehilfe für das eigentliche, handgeschriebene Testament dienen, um die Handschrift leichter entziffern zu können.
Die Art und Weise der Erstellung der Testamentsurkunde spielt dabei keine Rolle. So kann ein Testament in der „klassischen Form“ (als solches betitelt usw.) oder auch etwa in Briefform verfasst sein. Es ist möglich, das eigenhändige Testament in jeder fremden Sprache zu verfassen, wobei es notwendig ist, dass diese Sprache von einer dritten Person verstanden wird. Selbst ein in Stenographie verfasstes Testament ist möglich, soweit an der Urheberschaft des Erblassers kein Zweifel besteht.
Für die Voraussetzung der Unterschrift ist notwendig, dass diese am Ende der Urkunde zu finden ist. Die Unterschrift hat Abschlussfunktion und soll dem Leser zeigen, dass das Testament an dieser Stelle endet. Eine Unterzeichnung mit Vor- und Nachnamen ist dabei nicht notwendig, wird aber dringend empfohlen. Es reicht allerdings eine Unterzeichnung mit einem Spitz- oder Kosenamen wie „Dein Papa“ oder „Dein Schnuckel“ – nicht aber die Abkürzung „D. O.“ („Die Obengenannte“) – aus, soweit die Identität des Unterzeichners gesichert ist. Zu der gesetzlichen Regelung siehe § 2247 BGB.

#### Öffentliches Testament
Das öffentliche Testament (§ 2232 BGB) wird in der Weise errichtet, dass der Erblasser dem Notar seinen letzten Willen erklärt oder eine Schrift (offen oder verschlossen) mit der Erklärung übergibt, dass jene seinen letzten Willen enthalte. Seit dem Beschluss des Bundesverfassungsgerichts vom 19. Januar 1999 ist die Mündlichkeit der Erklärung zur Niederschrift des Notars nicht mehr erforderlich. Neben der Lautsprache kann man sich auch einer Zeichen- oder Gebärdensprache bedienen.
Verfügt der Testator durch Übergabe einer Schrift an den Notar von Todes wegen, braucht das Testament nicht von ihm geschrieben zu sein. Eine Abfassung in Maschinenschrift bzw. mit dem PC ist möglich. Umstritten ist, ob der Erblasser den Inhalt der übergebenen Schrift kennen muss oder ob die Möglichkeit zur Kenntnisnahme ausreicht. Der Notar muss dagegen von dem Inhalt der Schrift keine Kenntnis erlangen (etwa bei verschlossenen Schriften oder bei offenen Schriften in fremder Sprache).
Nach § 17 Beurkundungsgesetz (BeurkG) ist der Notar verpflichtet, den Erblasser bei der Abfassung des Testaments so umfassend zu beraten, dass sein letzter Wille unmissverständlich und juristisch einwandfrei zum Ausdruck kommt. Anderes gilt nur dann, wenn der Erblasser dem Notar eine verschlossene Schrift übergibt und damit auf Beratung durch den Notar verzichtet. In der Praxis kommt dies jedoch kaum vor.
Um die Gefahr einer Unwirksamkeit des öffentlichen Testaments zu minimieren, ist der Notar nach § 28 BeurkG gehalten, in der Urkunde festzustellen, ob der Erblasser testier- und geschäftsfähig ist § 11 BeurkG. Allerdings ist er zu sachverständigen Feststellungen in dieser Hinsicht mangels entsprechender Ausbildung oft kaum in der Lage. In Zweifelsfällen kann ein Facharzt für Psychiatrie hinzugezogen werden. Auf Wunsch des Erblassers können nach § 29 BeurkG bei der Beurkundung des Testaments bis zu zwei Zeugen hinzugezogen werden.
Das öffentliche Testament löst Kosten nach dem GNotKG aus. Die Höhe der Notarkosten richtet sich nach dem Vermögen des Erblassers im Zeitpunkt der Beurkundung. Andererseits macht ein öffentliches Testament in den meisten Fällen einen Erbschein überflüssig, der in aller Regel mindestens ebenso teuer ist wie ein notarielles Testament. Das gilt insbesondere im Grundbuchverfahren, also dann, wenn sich der Erbe als Eigentümer des ererbten Grundstücks eintragen lassen will. Auch Banken verlangen regelmäßig keinen Erbschein, wenn ein notarielles Testament vorgelegt wird. Nach Ziffer 5 AGB-Banken wie Ziffer 5 AGB-Sparkassen dürfen Banken an den im öffentlichen Testament genannten Erben schuldbefreiend leisten. Der Bundesgerichtshof hat am 7. Juni 2005 entschieden, dass eine Bank sich wegen der Forderung nach einem Erbschein schadenersatzpflichtig machen kann, wenn ein eröffnetes öffentliches Testament vorliegt und die AGB der Bank dies als Ersatz für einen Erbschein erwähnen. Allerdings hat der BGH nur entschieden, dass dies bei öffentlichen Testamenten auf jeden Fall so ist, und nicht ausgeschlossen, dass es bei privaten Testamenten anders ist.
Ein notarielles Testament ist vom Notar zwingend in besondere amtliche Verwahrung zu geben (§ 34 Absatz 1 Satz 4 BeurkG, § 346 FamFG).

#### Schreibunkundige oder -unfähige und Stumme
Schreibunkundige oder -unfähige Personen können selbstverständlich ein eigenhändiges Testament nicht errichten. Sie müssen öffentlich zur Niederschrift eines Notars oder durch Übergabe einer Schrift an den Notar testieren. Vor der Entscheidung des Bundesverfassungerichts konnte ein Stummer neben dem eigenhändigen Testament nur durch Übergabe einer Schrift testieren, wenn er die Form des öffentlichen Testaments gewählt hat (§ 2233 Abs. 3 BGB a.F.). Schreibunkundigen oder -unfähigen Stummen (stummen Analphabeten oder Personen mit Doppelbehinderung) war allerdings auch die Übergabe einer Schrift an den Notar nicht möglich, weil der Erblasser die Erklärung, dass die Schrift seinen letzten Willen enthalte, eigenhändig in die Niederschrift oder auf ein der Niederschrift beizufügendes Blatt schreiben musste (§ 31 BeurkG a.F.). Schreibunkundige oder -unfähige Stumme waren folgerichtig von einer Verfügung von Todes wegen ausgeschlossen. Diese Regelung verstieß gegen Art. 14 Abs. 1 Satz 1 GG und den Gleichheitssatz des Art. 3 GG. Jetzt kann die Erklärung, dass die übergebende Schrift den letzten Willen enthalte, formfrei (auch durch Gebärdensprache mittels Gebärdensprachdolmetscher) erfolgen.

#### Nottestamente
In Situationen, in denen der Notar nicht rechtzeitig erreicht werden kann, kennt das deutsche Recht so genannte Nottestamente.
- Bürgermeistertestament (§ 2249 BGB)
- Drei-Zeugen-Testament (§ 2250 BGB)
- Seetestament (§ 2251 BGB)

Diese noch aus der Postkutschenzeit stammenden Regelungen haben kaum noch praktische Bedeutung. Zu beachten ist, dass Nottestamente nach Ablauf von drei Monaten nach der Errichtung unwirksam werden, wenn der Erblasser dann noch lebt und zwischenzeitlich imstande war, ein ordentliches Testament zu errichten (§ 2252 BGB).

### Das Ehegatten- oder gemeinschaftliche Testament
Grundsätzlich kann ein Testament nur durch den Erblasser selbst errichtet werden. Einzig Ehegatten und Lebenspartner einer gleichgeschlechtlichen Lebenspartnerschaft können ein gemeinschaftliches Testament errichten (§§ 2265 ff. BGB). Dieses Recht gilt nicht für Verlobte oder diejenigen, die in nichtehelicher Lebensgemeinschaft leben. Bei der Errichtung eines gemeinschaftlichen eigenhändigen Testaments sieht das deutsche Recht Erleichterungen bei der Form vor: Es genügt, wenn ein Ehegatte (Lebenspartner) das Testament eigenhändig schreibt und beide abschließend unterschreiben.
Eine Besonderheit des gemeinschaftlichen Testaments besteht darin, dass nach dem Tode des Erstversterbenden wechselbezügliche Verfügungen aus dem Testament bindend werden. Der Überlebende kann solche wechselbezüglichen, bindend gewordenen Verfügungen dann nicht mehr widerrufen. Wechselbezüglich sind Verfügungen, die der eine Ehegatte (Lebenspartner) nur deshalb trifft, weil auch der andere in bestimmter Weise verfügt hat. In der Praxis wird dies besonders am häufig vorkommenden Regelfall des sogenannten Berliner Testaments deutlich: Haben sich Ehegatten beim Tode des Erstversterbenden gegenseitig als Erben eingesetzt und verfügt, dass beim Tode des Zweitversterbenden der Nachlass an die gemeinsamen Kinder fallen soll, so kann der Überlebende seine Verfügung zu Gunsten der Kinder nach dem Tode des Erstverstorbenen nicht mehr widerrufen.
Die Ehegatten können durch ausdrückliche Erklärungen im Testament zur Vermeidung von Missverständnissen klarstellen, welche Verfügungen des Überlebenden für ihn nach dem Tod des Erstversterbenden bindend sein sollen und welche nicht.
Ungeachtet der erbrechtlichen Bindung bleibt der überlebende Ehegatte bei Verfügungen unter Lebenden grundsätzlich frei. Er kann also mit dem ererbten Vermögen zu Lebzeiten grundsätzlich tun und lassen, was er will. Hierdurch ergibt sich das in der Praxis häufige Problem der beeinträchtigenden Schenkung (Beispiel: Der überlebende Ehegatte verschenkt wesentliche Teile seines Vermögens an seinen neuen Lebensgefährten). Solche beeinträchtigenden Schenkungen sind wirksam, der Schlusserbe kann aber nach dem Tode des Erblassers vom Beschenkten die Herausgabe des Geschenks verlangen, wenn die Schenkung in der Absicht gemacht worden ist, den Schlusserben zu beeinträchtigen. Der Bundesgerichtshof definiert diese Beeinträchtigungsabsicht dahin, dass der Erblasser an der Schenkung kein lebzeitiges Eigeninteresse gehabt haben darf.
Ein mögliches, selten vorkommendes Problem ist die Formulierung des „gleichzeitigen“ Versterbens in Ehegattentestamenten, wenn eigentlich das „gemeinsame“ Versterben, etwa an den Folgen desselben Unfalles, gemeint ist. Hier sollte eine Formulierung wie: „Sollten wir gemeinsam versterben oder in gemeinsamer Gefahr umkommen, dann sollen folgende Personen erben“ gewählt werden. Nach einer Entscheidung des OLG Zweibrücken liegt ein Fall des „Umkommens in gemeinsamer Gefahr“ auch dann noch vor, wenn nach einem Verkehrsunfall der eine Partner sechs Tage nach dem anderen verstarb.

### Fälle der Nichtigkeit oder Unwirksamkeit eines Testaments

#### Sittenwidrigkeit
Testamente sind wie jedes andere Rechtsgeschäft nichtig, soweit sie gegen ein gesetzliches Verbot (§ 134 BGB) oder gegen die guten Sitten (§ 138 BGB) verstoßen.
Es war lange Zeit umstritten, ob sogenannte Geliebtentestamente, auch als Mätressentestamente bezeichnet, sittenwidrig sind. Inzwischen hat sich die Ansicht durchgesetzt, die ein Testament nur dann als sittenwidrig betrachtet, wenn die Geliebte allein wegen ihrer sexuellen Hingabe zur Alleinerbin eingesetzt wurde (Hergabe für Hingabe). Der maßgebliche Zeitpunkt ist hierbei nach aktueller herrschender Meinung der Zeitpunkt des Todes des Erblassers und damit nicht mehr, wie früher allgemein vertreten, die Abfassung des Testamentes.
Weiterhin war es lange umstritten, ob das Behindertentestament sittenwidrig sei. Dieses hat jedoch der BGH in vier großen Entscheidungen immer wieder verneint, so dass heute von einer Wirksamkeit auszugehen ist.

#### Verstoß gegen das Heimgesetz
Testamentarische Verfügungen können wegen eines Verstoßes gegen ein gesetzliches Verbot nichtig sein; deshalb gilt das Zuwendungsverbot an Heime (§ 14 Heimgesetz) auch für letztwillige Verfügungen. Dabei zieht ein Verstoß gegen die genannte Bestimmung gemäß § 134 BGB die Nichtigkeit nach sich, obwohl sich das Verbot nur gegen den Heimträger richtet.
Die Einsetzung des Einrichtungsträgers als Nacherbe stellt dann keinen Verstoß gegen § 14 Abs. 1 des Heimgesetzes dar, wenn die Mitarbeiter des Heimträgers erst nach dem Tod des Heimbewohners vom Testament erfahren.

#### Auflösung der Ehe
Hat der Erblasser im Testament seinen Ehegatten bedacht, so ist diese Verfügung unwirksam, wenn die Ehe vor Eintritt des Erbfalls aufgelöst worden ist oder der Erblasser zum Todeszeitpunkt einen begründeten Scheidungsantrag gestellt oder einem solchen zugestimmt hatte (§ 2077 BGB). Eine ähnliche Regelung gilt für Verfügungen zugunsten eines Verlobten.

#### Anfechtung des Testaments
Die Anfechtung des Testaments richtet sich nach speziellen erbrechtlichen Vorschriften. Sie ist zu Lebzeiten des Testierenden ausgeschlossen, weil er – ebenfalls anders als bei sonstigen Rechtsgeschäften – eines Anfechtungsrechtes nicht bedarf, da er das Testament frei abändern oder aufheben kann. Als Anfechtungsgründe kommen zunächst Erklärungsirrtum und Inhaltsirrtum sowie Drohung und Täuschung in Betracht. Anders als bei sonstigen Rechtsgeschäften berechtigt aber auch ein Motivirrtum zur Anfechtung. Als besonderer Motivirrtum ist im Bürgerlichen Gesetzbuch ausdrücklich der Fall geregelt, dass der Erblasser einen Pflichtteilsberechtigten übergangen hat, von dem er bei Errichtung des Testaments nichts wusste oder der erst nach der Errichtung entstanden ist. Mit wirksamer Anfechtung der Schlusserbeneinsetzung der Kinder in dem gemeinschaftlichen Testament entfallen jedoch auch sämtliche letztwilligen Verfügungen von Todes wegen, die hierzu wechselbezüglich sind. Steht die Schlusserbeneinsetzung der Kinder im Verhältnis zur Erbeinsetzung des Ehegatten durch den anderen Ehegatten im Verhältnis der Wechselbezüglichkeit, entfällt bei Wirksamkeit der Anfechtung auch die Erbeinsetzung des anfechtenden Ehegatten durch seinen verstorbenen Ehegatten und damit dessen Alleinerbenstellung. Liegt keine anderweitige letztwillige Verfügung der Ehegatten vor, tritt (rückwirkend) auf den Todestag gesetzliche Erbfolge ein, was eine Erbengemeinschaft des Ehegatten mit seinen Kindern zufolge hat.

### Widerruf des Testaments
Der Erblasser kann sein Testament jederzeit ohne jeden Grund widerrufen, unabhängig davon, in welcher Form das Testament errichtet worden ist. Der Testierende kann ein früher errichtetes Testament dadurch widerrufen, dass er in einer neuen letztwilligen Verfügung (also einem Testament oder einem Erbvertrag) entweder ausdrücklich den Widerruf erklärt oder neue Regelungen trifft, die mit den alten in Widerspruch stehen (konkludenter Widerruf). Wegen dieses Vorrangs der jüngeren Verfügung vor der älteren hat die Angabe des Tages der Testamentserrichtung im Testament besondere Bedeutung. Dabei ist jedoch zu beachten, dass das ältere Testament durch ein nachfolgendes Testament nur insoweit aufgehoben wird, als das ältere Testament mit dem jüngeren Testament in Widerspruch steht. Es ist also durchaus denkbar, dass gleichzeitig mehrere Testamente – soweit sie eben nicht zueinander in Widerspruch stehen – wirksam sind. Der Widerruf eines Testaments kann auch dadurch erfolgen, dass das Testament selbst verändert (und dann möglichst neu unter Angabe von Ort und Zeit unterschrieben wird) oder ganz vernichtet wird (§ 2255 BGB). Die Veränderung bzw. Vernichtung muss durch den in Veränderungs- oder Vernichtungsabsicht handelnden Erblasser geschehen. Die Wirksamkeit des Testaments bleibt daher unberührt, wenn die Testamentsurkunde ohne Willen und Zutun des Erblassers vernichtet wird oder verloren geht.
Ein öffentliches Testament wird auch dadurch widerrufen, dass es der Testierende aus der amtlichen Verwahrung zurücknimmt. Hierfür ist ebenfalls Testierfähigkeit im Sinne des § 2229 BGB erforderlich.

#### Widerruf beim gemeinschaftlichen Testament
Die wechselbezüglichen Bestimmungen in einem gemeinschaftlichen Testament können nur bis zum Tod des Erstversterbenden jederzeit widerrufen werden. Danach werden sie bindend. Bis dahin können die wechselbezüglichen Bestimmungen nur von beiden Ehegatten gemeinsam formlos widerrufen werden. Werden sie nur von einer Seite widerrufen, so ist der Widerruf notariell zu beurkunden und dem anderen Testator förmlich zuzustellen.

#### Widerruf des Widerrufs
Es ist grundsätzlich möglich, den Widerruf eines Testaments selbst zu widerrufen mit der Folge, dass das widerrufene Testament in seiner Wirksamkeit wieder auflebt. Allerdings ist zu beachten, dass dies nur für widerrufene eigenhändige Testamente möglich ist. Der Widerruf eines Testaments durch Vernichtung ist nicht widerrufbar (beispielsweise das Wiederzusammenfügen der zerrissenen Testamentsurkunde mittels Klebestreifen).
Auch ist es – rechtlich – nicht möglich, den Widerruf eines öffentlichen (= notariellen) Testaments zu widerrufen. Da das öffentliche Testament dadurch errichtet wird, dass es in die besondere amtliche Verwahrung des Nachlassgerichts gegeben wird, kommt das Wiederzurückbringen eines aus der amtlichen Verwahrung genommenen Testaments einer Neuerrichtung gleich und stellt somit keinen Widerruf des Widerrufs dar.

### Sicherung des Testamentes

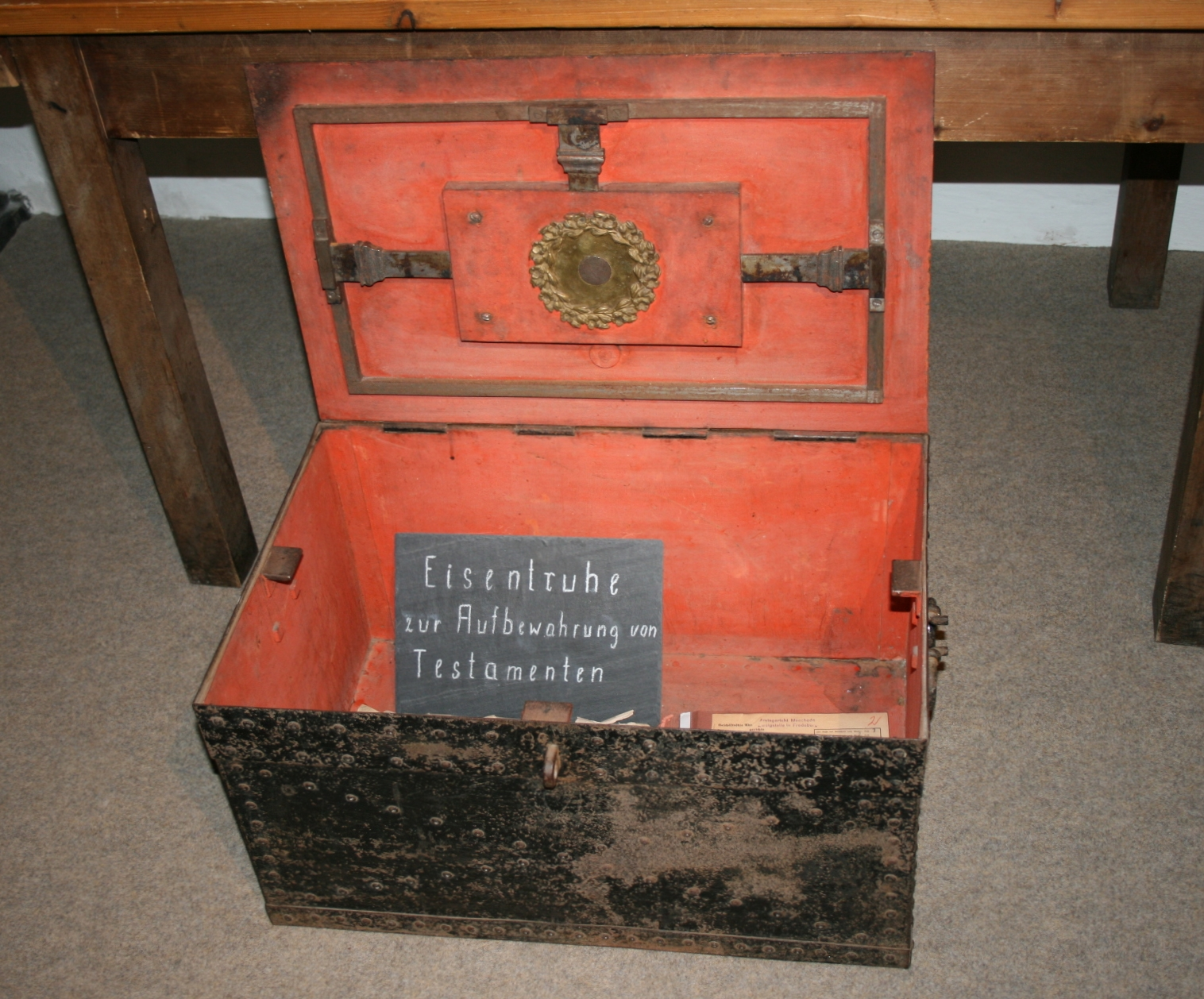
Historische Eisentruhe zur Aufbewahrung von Testamenten

Ein Problem stellt das Verlorengehen oder die Nichtauffindbarkeit eines Testamentes dar.

#### Amtliche Verwahrung
Öffentliche Testamente werden vom Notar stets in die amtliche Verwahrung des Nachlassgerichtes gegeben. Auch eigenhändige Testamente können von dem Testierenden beim Nachlassgericht in besondere amtliche Verwahrung gegeben werden (§ 2248 BGB).
Für die Verwahrung eines Testaments durch ein Nachlassgericht entstehen Kosten nach Nr. 12100 des Kostenverzeichnisses zum GNotKG in Höhe von 75 EUR. Damit sind auch alle Benachrichtigungen gemäß § 347 FamFG abgegolten.

#### Ablieferungspflicht
Bei nicht amtlich verwahrten Testamenten hat jeder, der ein solches nach dem Tod des Testators auffindet oder es für ihn verwahrt, es im Original beim Nachlassgericht abzuliefern (§ 2259 BGB), damit es dort eröffnet werden kann. Wer das Testament stattdessen versteckt oder gar vernichtet, kann sich wegen Urkundenunterdrückung und anderer Delikte strafbar machen.

#### Einführung des bundesweiten Zentralen Testamentsregisters
Das Benachrichtigungswesen in Nachlasssachen wurde mit Einführung des Zentralen Testamentsregisters am 1. Januar 2012 grundlegend reformiert.
Das Register wird von der Bundesnotarkammer in Berlin geführt. Im Testamentsregister wird vermerkt, wo die Urkunde des Erblassers verwahrt wird. Bei jedem Sterbefall prüft die Bundesnotarkammer das Register auf registrierte Testamente, Erbverträge und sonstige notarielle erbfolgerelevante Urkunden. Liegen Verwahrangaben vor, wird im Sterbefall sowohl das zuständige Nachlassgericht als auch die Verwahrstelle selbst sofort elektronisch informiert. Für den Erblasser bedeutet dies die Gewissheit, dass sein letzter Wille aufgefunden und berücksichtigt wird.
Im Register werden Angaben zur Person des Erblassers, zum Verwahrort und zur Urkunde erfasst. Der Inhalt der Verfügung von Todes wegen wird jedoch nicht in das Register mitaufgenommen. Diese Datensparsamkeit und die Nutzung besonders gesicherter Systeme gewährleisten die nötige Vertraulichkeit und den Schutz der Daten. Abgefragt werden kann das Register im Übrigen nur von Notaren und Gerichten in ihrer amtlichen Funktion.
Die Einführung des Testamentsregisters dient der Modernisierung des früher zeit- und fehleranfälligen Benachrichtigungswesens in Nachlasssachen. Auch bisher wurden Informationen über erbfolgerelevante Urkunden vermerkt, allerdings papiergebunden auf sogenannten „gelben Karteikarten“ bei ca. 5.000 Geburtsstandesämtern im gesamten Bundesgebiet und der Hauptkartei für Testamente des Amtsgerichts Schöneberg in Berlin (Testamentskartei). Der Informationsaustausch zwischen den Standesämtern, der Verwahrstelle und dem Nachlassgericht erfolgt derzeit postalisch. Durch elektronische Kommunikationswege werden die Nachlassverfahren mit dem Testamentsregister schneller, effizienter und sicherer durchgeführt. Gleichzeitig erreicht Deutschland damit den europäischen Standard.
Vorurkunden, die beispielsweise die Testierfreiheit einschränken, werden durch das Register erkannt. So kann vermieden werden, dass ein früheres gemeinschaftliches Testament, das längst in Vergessenheit geraten ist, übersehen wird.
Trotz der umfassenden Modernisierung sind die Kosten für den Einzelnen – auch im europäischen Vergleich – gering. Die Registrierungsgebühr beträgt einmalig je nach Art der Abrechnung 15 Euro bzw. 18 Euro. Umfasst sind davon sämtliche Kosten der Registrierung, also auch eventuelle Berichtigungen, Folgeregistrierungen sowie alle Benachrichtigungen im Sterbefall.
Bereits bestehende Verwahrungsnachrichten in den über 5.000 Testamentsverzeichnissen der Standesämter und der Hauptkartei für Testamente beim Amtsgericht Schöneberg in Berlin wurden elektronisiert und in das Testamentsregister der Bundesnotarkammer eingestellt. Dieser Vorgang hat sich über mehrere Jahre erstreckt und ist im November 2016 abgeschlossen worden.

#### Testamentseröffnung
Das Nachlassgericht hat die bei ihm verwahrten bzw. abgelieferten Testamente bzw. Erbverträge zu eröffnen, sobald es vom Eintritt des Todes Kenntnis erlangt, und den Inhalt den Beteiligten bekanntzugeben. Praktisch geschieht dies durch Anfertigung einer Abschrift, die postalisch übermittelt wird (§ 348 FamFG). Die dramaturgisch interessantere und daher in Film und Fernsehen gerne dargestellte Variante, dass der Inhalt des Testaments den Beteiligten in einem Termin in großer Runde mündlich bekanntgegeben wird (§ 348 Abs. 2 FamFG), kommt praktisch nicht vor.
Vom Inhalt des Testaments werden einerseits die gesetzlichen Erben des Erblassers in Kenntnis gesetzt, andererseits diejenigen Personen, die im Testament mit einer Zuwendung bedacht sind. Auf diese Weise können die Beteiligten ihre auf dem Testament basierenden Rechte wahrnehmen bzw. über eine Ausschlagung entscheiden. Andererseits können sie prüfen, ob sie die ihnen ungünstigen Verfügungen als wirksam akzeptieren oder rechtlich dagegen vorgehen möchten.

### Auslegung des Testaments
Wenn ein Testament nicht eindeutig erkennen lässt, welche der vorstehend genannten möglichen Verfügungen und mit welchem Inhalt darin getroffen sind, bedarf es der Auslegung. Die Auslegung des Testaments richtet sich – anders als bei sonstigen Willenserklärungen – nicht nach dem objektiven Empfängerhorizont, also nicht danach, wie ein objektiver Empfänger die Erklärung nach der Verkehrssitte verstehen durfte. Maßgebend ist vielmehr der wirkliche Wille des Testierenden, wie er in der Testamentsurkunde wenigstens andeutungsweise zum Ausdruck gekommen ist. Dieser Unterschied beruht auf der Überlegung, dass es beim Testament keinen Empfänger der Erklärung und damit keinen Geschäftspartner gibt, der davor geschützt werden müsste, dass der Erklärende etwas anderes meint, als er objektiv zum Ausdruck bringt. § 2084 regelt die "Auslegung zugunsten der Wirksamkeit" des Testaments: Lässt der Inhalt einer letztwilligen Verfügung verschiedene Auslegungen zu, so ist im Zweifel diejenige Auslegung vorzuziehen, bei welcher die Verfügung Erfolg hat.
Praktische Schwierigkeiten wirft es regelmäßig auf, wenn in einem handschriftlichen Testament versäumt wurde anzugeben, welche Person oder Personen Erben und damit universelle Rechtsnachfolger des Erblassers sein sollen. Nicht selten geben privatschriftliche Testamente stattdessen lediglich an, welche einzelnen Personen bestimmten Gegenstände (Hausgrundstück, Pkw, Aktiendepot etc.) "erben" sollen. Dann muss durch Auslegung in häufig mühevoller und streitträchtiger Weise ermittelt werden, welche dieser Gegenstände der Erblasser im Zeitpunkt der Errichtung des Testaments als sein wesentliches Vermögen angesehen hat und welche der genannten Personen daher als Erben anzusehen sind und mit welchen Anteilen – während bei Zuwendung nur unwesentlicher Gegenstände häufig nur eine Vermächtnisregelung gewollt ist, keine Erbeinsetzung. Bei Errichtung eines Testaments sollte daher darauf geachtet werden, vor allem den oder die Erben und die Höhe der Erbanteile eindeutig als solche zu bezeichnen. Erst danach und ergänzend kann dann auch eine Teilungsanordnung sinnvoll sein.
Anzuraten ist es ferner, dass der Testator sich auch über den Fall Gedanken macht, dass die von ihm zum Erben ausgewählte Person am Ende doch nicht Erbe wird – zum Beispiel weil sie vor dem Erblasser verstirbt oder das ihr zugedachte Erbe ausschlägt. Für diesen Fall kann er einen sogen. Ersatzerben bestimmen. So vermeidet er, dass die Überlebenden durch Auslegung enträtseln müssen, wen der Testator wohl als Erben eingesetzt hätte, wenn er diesen Fall bedacht hätte.
Vorsicht ist bei der Verwendung juristischer Fachausdrücke geboten, über deren tatsächliche Bedeutung der Erblasser sich nicht im Klaren ist. So treffen Ehegatten in einem sogen. Berliner Testament gerne die Regelung, dass der Erstversterbende vom überlebenden Ehegatten allein beerbt wird und bei dessen Tod dann die (gemeinsamen) Kinder alles erben. Juristisch wird hier im zweiten Erbfall von Schlusserben gesprochen. Verwenden die Eheleute dagegen fälschlich den Begriff des Nacherben oder bezeichnen gar den überlebenden Ehegatten als Vorerben, hat dies bei einer am reinen Wortlaut des Testaments orientierten Auslegung völlig andere Rechtsfolgen als beabsichtigt.

### Erbvertrag statt Testament
Alle Regelungen, die in einem Testament getroffen werden können, sind auch in einem Erbvertrag möglich. Ein solcher muss von einem Notar beurkundet werden (§ 2276 BGB) und wird stets amtlich (von Notar oder Nachlassgericht) verwahrt. Bei einem Erbvertrag steht gelegentlich eine Gegenleistung des künftigen Erben zu Lebzeiten des Erblassers im Raum, zum Beispiel Mitarbeit im Betrieb oder Bauernhof (sog. vorweggenommene Erbfolge). Es ist möglich, in einem Erbvertrag zugleich Erb- oder Pflichtteilsverzichte (§ 2346 BGB) zu beurkunden, wenn etwa der Erbe sich abschließend mit dem begnügen soll und will, was ihm durch den Erbvertrag zugewandt wird.

## Rechtslage in der Schweiz
In der Schweiz wird das Testament „Letztwillige Verfügung“ (LV) genannt und ist im dritten Teil des Zivilgesetzbuchs (ZGB) geregelt. In der LV kann der Erblasser unter Vorbehalt der Pflichtteile seiner gesetzlichen Erben über seinen Nachlass frei verfügen.

### Recht zum Erstellen einer LV (Art. 467 ZGB)
Eine gültige LV kann nur erstellen, wer mindestens 18 Jahre alt ist und wessen Urteilsfähigkeit zum Zeitpunkt der Abfassung nicht eingeschränkt ist.

### Gültigkeit der LV (u.a. Art. 519 ff. ZGB)
Eine LV ist nur gültig, soweit sie sich an die gesetzlich vorgeschriebenen Formen und Inhalte hält. Verfügungen, die unter dem Einfluss von Irrtum, Täuschung, Drohung oder Zwang getroffen wurden, sind ungültig. Enthält die LV offensichtliche Irrtümer und ist der Wille des Erblassers eindeutig feststellbar, sind die irrtümlichen Verfügungen ungültig.
Unsittliche und/oder rechtswidrige Auflagen für Erben machen die LV ungültig. Für andere Personen lediglich lästige und/oder unsinnige Auflagen werden als nicht vorhanden betrachtet.
Ist die LV nicht formgültig errichtet worden, ist sie ebenfalls ungültig.
Ist eine LV ungültig, so ist dies mittels Ungültigkeitsklage (Art. 519) vor Gericht geltend zu machen; ansonsten ist sie trotz ihres Mangels zu beachten. Nur bei gravierenden Mängeln ist die LV nichtig. In diesem Falle ist die LV auch ohne klageweise Geltendmachung und von Amtes wegen nicht zu beachten.

### Verfügungsarten

#### Öffentliche Verfügung (Art. 499–504 ZGB)
Die Öffentliche Verfügung erfolgt vor einem kantonal zuständigen Beamten oder Notar im Beisein zweier Zeugen. Die entsprechende Urkunde wird vom Beamten gemäss den Anweisungen des Erblassers abgefasst und vom Erblasser und dem Beamten unterschrieben. Die beiden Zeugen bestätigen durch ihre Unterschrift auf der LV, dass der Erblasser die Verfügung gelesen und sich damit einverstanden erklärt hat; sie brauchen den Inhalt der LV dazu nicht zu kennen.

#### Eigenhändige Verfügung (Art. 505 ZGB)
Die Eigenhändige Verfügung muss vom Erblasser handschriftlich abgefasst, datiert und unterschrieben sein. Sie kann einer Amtsstelle zur Aufbewahrung übergeben werden, was aber nicht vorgeschrieben ist. Eine Mitwirkung von Amtspersonen und/oder Zeugen ist nicht erforderlich.

#### Mündliche Verfügung (Art. 506–508 ZGB)
Die Mündliche Verfügung kann erfolgen, wenn die Umstände kein anderes Vorgehen erlauben (bei naher Todesgefahr, Verkehrssperre, Epidemien oder Kriegsereignissen). Der Erblasser hat seinen Willen vor zwei Zeugen zu erklären. Diese müssen seine Verfügung sowie Ort und Datum sofort niederschreiben und durch ihre Unterschrift bestätigen; die Zeugen müssen die Verfügung daraufhin unverzüglich der zuständigen Behörde übergeben. Kommt der Erblasser in der Folge wieder in die Lage, eine öffentliche oder eigenhändige Verfügung verfassen zu können, verliert die mündliche Verfügung 14 Tage nach diesem Datum ihre Gültigkeit.

### Gesetzlicher Erbanspruch (Art. 457–466 ZGB)
(siehe auch: Gesetzliche Erbfolge in der Schweiz)
Bestimmt die LV nichts anderes, wird das Erbe gemäß folgendem Schema aufgeteilt:

#### Blutsverwandte
- Nachkommen der 1. Generation erben zu gleichen Teilen.
  - Nachkommen der 2. Generation erben nur dann, wenn ihr unmittelbarer Vorfahr bereits verstorben ist, und teilen den Erbteil des Nachkommen der 1. Generation gemäß diesem Schema.
- Eltern erben nur dann, wenn keine Nachkommen vorhanden sind, und zwar zu gleichen Teilen.
  - Ist ein Elternteil bereits verstorben, fällt dessen Anteil an seine Nachkommen gemäß diesem Schema.
  - Hat der verstorbene Elternteil keine Nachkommen, fällt das gesamte Erbe an den überlebenden Elternteil bzw. (im Todesfall) dessen Stamm.
- Sind weder Nachkommen noch Eltern (bzw. deren Stämme) vorhanden, wird das Erbe zu gleichen Teilen unter den Großeltern bzw. (im Todesfall) deren Stämmen aufgeteilt.
- Sind auch im Stamm der Grosseltern keine Erben mehr vorhanden, fällt das Erbe an den Wohnsitzkanton und/oder an die von diesem zu bezeichnende Gemeinde.

#### Überlebende Ehepartner und eingetragene Partner
Überlebende Ehe- oder eingetragene Partner erben
- wenn sie mit Nachkommen zu teilen haben, die Hälfte der Erbschaft;
- wenn sie mit Eltern und deren Stamm zu teilen haben, drei Viertel der Erbschaft;
- in allen anderen Fällen die ganze Erbschaft.

### Pflichtteile (Art. 471 ZGB)
Unter Vorbehalt einer Enterbung muss sich der Erblasser an folgende Pflichtteile halten:
- für einen Nachkommen die Hälfte des gesetzlichen Erbanspruches;
- für den überlebenden Ehepartner oder eingetragenen Partner die Hälfte des gesetzlichen Erbanspruchs.

Sind die gesetzlichen Pflichtteile durch die Verfügung dem Werte nach verletzt, kann der Erbe die Verfügung mit der Herabsetzungsklage (Art. 522) anfechten und seinen Pflichtteil wiederherstellen lassen.

### Begünstigung des Ehepartners (Art. 473 ZGB)
Der Erblasser kann in seiner LV festhalten, dass die Nutzniessung am gesetzlichen Erbanspruch der Nachkommen dem überlebenden Ehepartner zukommt. Diese Verfügung gilt bis zur Wiederverheiratung oder Tod des überlebenden Ehepartners.

### Enterbung (Art. 477–480 ZGB)
Durch die Enterbung kann der Erblasser in begründeten Fällen einem gesetzlichen Erben dessen Pflichtteil verweigern. Als zulässige Gründe für eine Entziehung des Pflichtteils in der LV gelten schwere Straftaten gegen den Erblasser oder gegen eine diesem nahe verbundene Person und/oder eine schwere Verletzung der familienrechtlichen Pflichten gegen den Erblasser oder dessen Angehörigen. Für eine gültige Enterbung muss der genaue Grund in der LV angegeben werden. Der Anteil des Enterbten geht an die Nachkommen des Enterbten, wie wenn dieser zum Zeitpunkt des Erbfalls bereits gestorben wäre.
Bestehen gegen einen Nachkommen des Erblassers Verlustscheine, so kann ihm der Erblasser die Hälfte seines Pflichtteils entziehen, wenn er diese den vorhandenen und später geborenen Kindern desselben zuwendet.

### Einsetzen von Nacherben (Art. 488–492 ZGB)
Der Erblasser kann einen oder mehrere Erben („Vorerben“) verpflichten, die Erbschaft zu einem festgelegten Zeitpunkt an einen Nacherben weiterzugeben. Der Nacherbe kann über die Erbschaft frei verfügen; weitere Einflussnahmen des Erblassers sind nicht zulässig.

## Rechtslage in Österreich

### Rechtsgeschäftliche Gestaltung
Der Erblasser, also der später Verstorbene, kann zu Lebzeiten rechtsgeschäftlich auf verschiedene Weise Einfluss auf die Vermögensnachfolge nach seinem Tod nehmen. Das Gesetz kennt folgende Gestaltungsformen der gewillkürten Erbfolge: Testament, Vermächtnis, Schenkung auf den Todesfall und Erbvertrag. Eine letztwillige Verfügung ist eine einseitige, nicht empfangsbedürftige Willenserklärung. Damit kann im Sinne der Testierfreiheit ein Erbe (Gesamtrechtsnachfolger) eingesetzt werden oder (auch) ein Vermächtnisnehmer (Einzelrechtsnachfolger) bestimmt werden. Eine letztwillige Verfügung, die eine Erbeinsetzung enthält, wird Testament genannt (§ 552 Abs 2 ABGB).

### Form der Errichtung eines Testaments
Testamente (wie auch sonstige letztwillige Verfügungen) unterliegen, anders als die meisten Verträge, besonderen Formerfordernissen: Dabei wird bei privaten Testamenten zwischen eigenhändigen und fremdhändigen unterschieden. Eigenhändige Testamente sind solche, die der Verstorbene zu Lebzeiten selbst eigenhändig (also beispielsweise nicht mittels eines Computers) geschrieben und unterschrieben hat. Solche Testamente sind ohne weitere Voraussetzungen formgültig (§ 578 ABGB).
Fremdhändige Testamente hingegen muss der Verfügende in Gegenwart von drei gleichzeitig anwesenden Zeugen eigenhändig unterschreiben und zusätzlich eigenhändig auf dem Testament vermerken, dass dieses seinen letzten Willen enthält. Die Zeugen müssen das Testament eigenhändig unterschreiben und eigenhändig auf ihre Eigenschaft als Zeuge hinweisen. Den Inhalt des Testaments müssen die Zeugen nicht kennen (§ 579 ABGB).
Für den Fall einer unmittelbar drohenden Gefahr, das Leben oder die Testierfähigkeit zu verlieren, kommt auch die Erstellung eines Nottestaments in Betracht (§ 584 ABGB).
Abgesehen von der Möglichkeit, private letztwillige Verfügungen zu erstellen, kann man auch öffentlich vor Gericht oder Notar testieren.